# Phare de Falsterbo
Le phare de Falsterbo (en suédois : Falsterbo fyr) est un phare situé  à Skanör med Falsterbo, appartenant à la commune de Vellinge, dans le Comté de Scanie (Suède).
Le phare de Falsterbo est inscrit au répertoire des sites et monuments historiques par la Direction nationale du patrimoine de Suède.

## Histoire
La route maritime après la pointe de Falsterbo a toujours été dangereuse, à cause des bancs de sable mouvants cachés sous la mer.
En 1636, une bascule à lumière a été construite à Kolabacken. C'était un panier de fer plein de charbon brûlant qui était hissé par un bras à bascule. Le feu de charbon ardent était intensément rouge et ne pouvait être confondu avec une étoile ou une lanterne de navire. Les restes de cette balise sont encore visibles : une petite butte de cendres et de charbon, "Coal Hill" (en suédois : Kolabacken ). Vers la fin du 18e siècle, la lumière à bascule a été déplacée sur le site du phare actuel, plus près du nouveau littoral.
Le phare a été construit entre 1793 et 1796 et sa lumière était un feu de charbon au sommet. En 1842-43, les parties crénelées les plus hautes ont été remplacées par la lanterne actuelle. Le charbon a été remplacé par de l'huile de colza. Celle-ci était très inflammable et les gardiens du phare devaient surveiller la lampe toute la nuit. Pour faire un feu à occultations un écran était déplacé autour de la lanterne par des contre-poids. Vers 1850, une maison pour le gardien fut construite à côté du phare. À la fin du 19e siècle, une autre maison fut construite pour les assistants du gardien principal du phare.
Plus tard, l'huile de colza fut remplacée par du kérozène et, plus tard encore, par du gaz. Lorsque l'éclairage électrique a été installé en 1935, l'écran rotatif a été retiré, ainsi que la plupart du personnel résident. Un seul gardien de phare est resté. En 1972, le phare a été automatisé et le dernier gardien a pris sa retraite. Il a été totalement éteint durant la période de 1990 à 1993. Il a été remis en fonction par la municipalité de Vellinge.
De nos jours, le phare n'a plus guère d'importance pour la navigation et la puissance de la lumière a été réduite à environ 4.000 candelas. Il marque l'extrémité sud-ouest du comté de Scanie et l'entrée  sud du détroit d'Øresund. Il se trouve sur l'un des terrains de golf des plus connus de Suède.

### Autres activités de la station
Falsterbo est l'une des vingt stations météorologiques synoptiques de Suède, toujours en activité. Toutes les trois heures, les données météorologiques (vent, température, pression atmosphérique, visibilité, couverture nuageuse, etc.) sont communiquées à l'Institut suédois de météorologie et d'hydrologie. Auparavant, les observations météorologiques étaient effectuées par les gardiens du phare.
Le jardin du phare est le site de l'observatoire d'oiseaux de Falsterbo. C'est un site de premier plan en Europe pour observer la migration des oiseaux en automne. Plusieurs millions d'oiseaux passent chaque automne en route vers des zones d'hivernage en Afrique ou en Europe du Sud. Chaque année, environ 25.000 petits oiseaux sont pris au piège et bagués.
Chaque année, le dernier dimanche d'août, c'est le «jour du phare». Ensuite, le phare est ouvert au public. Les visiteurs peuvent voir non seulement le phare lui-même, mais aussi observer les oiseaux et voir la station météorologique.

## Description
Le phare  est une tour cylindrique en brique de 25 mètres de haut, avec une galerie et une lanterne, centrée sur une large maison de gardien. Le phare est non peint en blanc avec une large bande noire en son milieu et le dôme de la lanterne est rouge. Son feu à occultations émet, à une hauteur focale de 24 mètres, un éclat blanc toutes les 5 secondes. Sa portée nominale est de 10 milles nautiques (environ 19 km).
Identifiant : ARLHS : SWE-008 ; SV-6648 - Amirauté : C2416 - NGA : 5556.

## Caractéristique dufeu maritime
Fréquence : 5 secondes (W)
- Lumière : 1,2 seconde
- Obscurité : 3,8 secondes

|          |
| Le phare |

|                                                  |
| Kolabacken (ancien site de la lumière à bascule) |

### Lien connexe
- Liste des phares de Suède